# Cassine maritima
Cassine maritima là một loài thực vật có hoa trong họ Dây gối. Loài này được (Bolus) L.Bolus mô tả khoa học đầu tiên năm 1915.